# Çiğdem Kağıtçıbaşı
Çiğdem Kağıtçıbaşı (Istanbul, 1940 - 2 de març de 2017) va ser una psicòloga i professora universitària turca, considerada una de les figures clau en desenvolupar la psicologia a Turquia.
Va fer els seus estudis superiors i postgrau de psicologia als Estats Units, al Wellesley College i a la Universitat de Califòrnia a Berkeley. En la seva carrera acadèmica va ser professora a la Universitat Tècnica del Mitjà Orient (METU), a Ankara, i a la Universitat Boğaziçi (Universitat del Bòsfor), a Istanbul.
Els seus darrers treballs van ser com a cap del departament UNESCO i professora al departament de psicologia a la Universitat Koç d'Istanbul. La professora Kağıtçıbaşı va treballar especialment sobre la situació i els drets de les dones i els nens. (La CNN Türk va presentar la notícia de la seva mort amb el titular: «Çocuklar öksüz, kadınlar yalnız kaldı», «Els nens resten orfes, les dones soles» en turc).
Va rebre molts premis, entre ells, el Distinguished Contributions to the International Advancement of Psychology Award 1993 de l'American Psychological Association, i el Premi de Ciència 2011 de TÜBİTAK (l'Acadèmia turca de les investigacions científiques i tecnològiques). Aquest darrer premi li va ser atorgat «pels seus estudis sobre el jo, la família i el desenvolupament humà».
La Prof. Dra. Kağıtçıbaşı va publicar 33 llibres i 222 articles durant la seva carrera acadèmica. També va ser la vicepresidenta de la Societat per a l'Educació de la Mare i els Nens de Turquia.
Reposa al cementiri de Hasdal a Kağıthane, Istanbul. El seu marit, Oğuz Kağıtçıbaşı, va morir l'any 2008.

## Alguns libres publicats
- Family, Self, and Human Development Across Cultures: Theory and Applications[10] (2007) (anglès)
- Family, Self, and Human Development Across Cultures: Theory and Applications (2a edició)[11] (2013) (anglès)
- Cultural Values and Population Action Programs, Turkey[12] (1977) (anglès)
- Kültürel psikoloji: kültür bağlamında insan ve aile (Psicologia cultural: l'humà i la família en el context de la cultura)[13] (1998) (turc)
- Benlik, aile ve insan gelişimi: kültürel psikoloji[14] (El jo, la familia i el desenvolupament humà: psicologia cultural) (2010) (turc)
- Başarı ailede başlar: çok amaçlı bir eğitim modeli[15] (L'èxit es inicia a la família: un model d'educació multiproposita) (1993) (turc)
- Günümüzde insan ve insanlar: sosyal psikolojiye giriş[16] (L'humà i els humans dels dies nostres: introducció a la psicologia social) (2013) (turc)
- Dünden bugüne insan ve insanlar: sosyal psikolojiye giriş[17] (L'humà i els humans des d'ahir a avui: introducció a la psicològia social) (juntament amb la Dra. Zeynep Cemalcılar, 2014) (turc)